# 탁발울률
탁발울률(拓跋鬱律, ? ~ 321년)은 대나라 군주(재위: 316년 ~ 321년)였다. 시호는 평문(平文)이다. 그는 선비족 삭두부(索頭部) 출신이었다.
그는 중국 오호십육국시대 선비족 삭두부(索頭部) 족장 대왕(代王)으로 남북조 시대 북위 황제의 선조 중의 하나이며 그의 아버지는 탁발불(拓跋弗)이며 그의 아들은 탁발예궤(拓跋翳槐)와 탁발십익건이 있다.

## 생애
310년 울률이 대왕 탁발의로(拓跋猗盧) 재위시에 진나라 장군 劉琨을 도와 선비백부와 흉노 철불부 유호를 공격하여 격파하였다.
316년 탁발 보근(普根)의 아들이 죽은 후 즉위했다.
318년 다시 유호의 침략을 격파하고 기후에 서쪽의 고 오손국의 고토를 취하였다. 동쪽으로는 물길(勿吉 길림성)을 병합하였다.
북위 도무제 탁발규가 제를 칭할 때 울률을 평문황제로 추숭하였다. 묘호(廟號)는 태조로 하였다.

## 같이 보기
- 부홍